# Almaza (Brauerei)

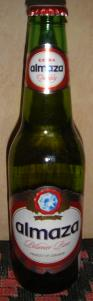
Almaza Pilsener

Almaza ist eine libanesische Bierbrauerei mit Firmensitz in Beirut.

## Geschichte
Die Brauerei wurde 1933 während der französischen Mandatszeit von der Familie Jabre gegründet. Die Hauptmarke Almaza Pilsener, das aus Gerste, Mais und Hopfen gebraut wird, entwickelte sich schnell zum meistgekauften Bier des Landes. Seit 2002 hielt das niederländische Brauereiunternehmen Heineken die Mehrheitsanteile am Unternehmen. Nach der Übernahme der libanesischen Konkurrenzmarke Laziza zwei Jahre später machten die Produkte des Unternehmens rund 70 % des jährlichen Bierumsatzes im Libanon aus. 2021 erstand Philippe Jabre, ein Nachkomme der Gründerfamilie, eine Mehrheitsbeteiligung.

## Produkte
- Almaza Pilsener
- Almaza Pure Malt (Lagerbier)
- Almaza Light (Leichtbier)

Neben den eigenen Marken produziert die Brauerei im Auftrag des Mutterkonzerns die Marken Amstel, Desperados und Laziza für den libanesischen Markt.